# Adolf Hauser
Adolf Hauser (* 11. April 1811 in Leuggern; † 25. Januar 1862 in Zurzach) war ein Schweizer Politiker. Von 1856 bis 1860 gehörte er dem Nationalrat an.

## Biografie
Der Sohn eines Arztes erhielt 1837 eines Rechtsstudiums das Anwaltspatent und war in Zurzach als Rechtsanwalt tätig. Hauser war zwar Ersatzrichter am Obergericht des Kantons Aargau, schlug aber eine Wahl zum Oberrichter mehrmals aus. Als Vertreter der Radikalliberalen wurde er 1841 in den Aargauer Grossen Rat gewählt. Diesem gehörte er bis 1846 und erneut von 1852 bis 1861 an. Bei einer Nachwahl im September 1856 zog Hauser in den Nationalrat ein und vertrat den Wahlkreis Aargau-Nord. 1860 verzichtete er auf die Wiederwahl.